# Lev Manovich
Lev Manovich Moscou, 1960 é crítico de cinema e professor universitário, estabelecido nos Estados Unidos. É pesquisador na área de novas mídias, mídias digitais, design e estudos do software (software studies). Lev Manovich mudou-se para Nova Iorque nos anos 1980, onde realizou seus estudos em cinema e computação.
É autor de Soft Cinema: Navigating the Database (The MIT Press, 2005), Black Box - White Cube (Merve Verlag Berlin, 2005) e The Language of New Media (The MIT Press, 2001), que foi considerado como "a mais sugestiva e ampla história da mídia desde Marshall McLuhan". É autor de mais de 90 artigos que foram reproduzidos mais de 300 vezes em vários países.
Manovich foi até 2013 professor no Departamento de Artes Visuais da Universidade da Califórnia em San Diego (UCSD), diretor do Grupo de Software Studies no California Institute for Telecommunications and Information Technology (CALIT2) e pesquisador visitante no Godsmith College (Londres) e no College of Fine Arts da Universidade de Nova Gales do Sul, em Sydney.
Atualmente Manovich atua como professor e coordenador do Centro de Pós-graduação em Humanidades Digitais (Digital Humanities) na City University of New York (CUNY), local onde fundou o primeiro centro de pesquisa dedicado ao tema das humanidades digitais, com programas de mestrado e doutorado na área. 
Manovich também mantém o Laboratório de Estudos do Software (Software Studies Initiative - www.softwarestudies.com.br) em parceria com o CALIT2, da Universidade da Califórnia em San Diego (UCSD), o Graduate Center da CUNY e a Universidade Federal de São Paulo (UNIFESP).
Manovich tem sido requisitado para proferir palestras ao redor do mundo, tendo realizado até o momento mais de 400 conferências, palestras e workshops fora dos Estados Unidos nos últimos vinte anos.

## Conceitos
Baseado nos estudos que realizou em história da arte e computação em Moscou, e na sua experiência com a teoria cinematográfica, Manovich foi o responsável pela relação teórica do trabalho do cineasta russo Dziga Vertov no filme Um Homem com uma Câmera com a forma de produção não-linear das mídias digitais e por estabelecer uma relação conceitual entre as ferramentas tecnológicas e as teorias da imagem em movimento, criando um método de análise estrutural das novas mídias que passou a levar em consideração o contexto e a historicidade dos aparatos tecnológicos e a estética da mídia digital. Essa leitura vai além da simples descrição, sintoma que afeta muitos textos sobre as novas mídias e procura perceber um certo espírito do tempo, além de evitar circunscrições temáticas. Um dos exemplos de sua ousadia é a crítica ao conceito de interatividade, aclamado como a solução para a passividade do leitor, mas que carrega consigo o problema da repetição ativa e reativa de comandos pré-determinados, confinando o usuário numa infinita rede de escolhas que nada mais é do que uma quimera inflada pela apologia das novas tecnologias pensadas como emancipação.
Desde 2006 Manovich passou a se dedicar a analisar a chamada "sociedade do software". O seu grupo e pesquisa em Software Studies dedica-se a pensar os efeitos do software na sociedade e de que forma o software vem transformando a maneira como vivemos, pensamos, tanto economicamente quanto culturalmente. Manovich desenvolvou alguns textos sobre o que ele vem denominando de "cultural analytics", ou "analítica cultural", uma forma de se pensar nos efeitos do software sobre as representações culturais.